# Samuel Abravanel
Samuel Abravanel foi um financeiro Prosélito ao Cristianismo castelhano do século XIV. 
Foi filho de Judá Abravanel (Almoxarife -mor de Castela com Fernando IV exerceu posteriormente cargos semelhantes no reino de Portugal), e avô de Isaac Abravanel.
Samuel estabeleceu-se em Valencia, onde protegeu a vários intelectuais judeus, como Menahem ben Zerah, que fez nomear rabino de Toledo, e que lhe dedicou uma obra poética (Ẓedah a-Derekh -"Provisão para a rota"-). O clima  anti-judaico gerado pela guerra civil castelhana empurrou-o para a conversão ao cristianismo. Adotou o nome de Juan Sánchez de Sevilla. A sua nova posição como Cristão-novo permitiu-lhe aumentar a sua prosperidade, e alcança postos importantes na corte de João I de Castela Almoxarife e contador-mor, sucedeu no cargo a José Pichón, que tinha morrido em Burgos em 1379. Comprou e ocupou a sua casa na judería de Sevilla. Posteriormente nesse mesmo lugar levantou-se o Palácio de Altamira. Tesoureiro-mor desde 1388, em 1391 estabelece-se em Toledo, onde exerceu também de contador-mor e tesoureiro da rainha. 